# ماتيا بريتي
ماتيا بريتي (24 فبراير 1613 - 3 يناير 1699) هو كان رسام إيطالي عمل في إيطاليا ومالطا.